# Escola Paulista de Medicina
A Escola Paulista de Medicina (EPM), é uma unidade universitária vinculada ao campus São Paulo da Universidade Federal de São Paulo (Unifesp).
Fundada em 1933 por 31 médicos e dois engenheiros, os quais tinham como objetivo criar um segundo curso de medicina no estado de São Paulo e também construir um hospital próprio para o curso. Conhecida como "Paulista" pelos estudantes de medicina, localiza-se no bairro da Vila Clementino, zona sul da capital paulista. A Escola Paulista de Medicina foi a primeira faculdade a implantar o curso de biomedicina no Brasil (março de 1966), a partir da publicação do parecer nº 571/66.
Possui conceito 5 no Exame Nacional de Desempenho de Estudantes (ENADE), nota máxima, além de outros indicadores, como QS Rankings, que mostram a qualidade de ensino e excelência da instituição.
O sistema de ingresso na instituição é pela modalidade "mista", ou seja, o processo seletivo é feito pela nota bruta do Exame Nacional do Ensino Médio (ENEM) somado com a nota de uma prova organizada pela Fundação para o Vestibular da Universidade Estadual Paulista (VUNESP). Anualmente oferece 121 vagas, tendo como estimativa para a conclusão da graduação de medicina, por exemplo, em 6 anos, divididos em: 1º e 2º ano de ciclo básico, 3º e 4º ano de ciclo profissionalizante e 5º e 6º ano de internato.

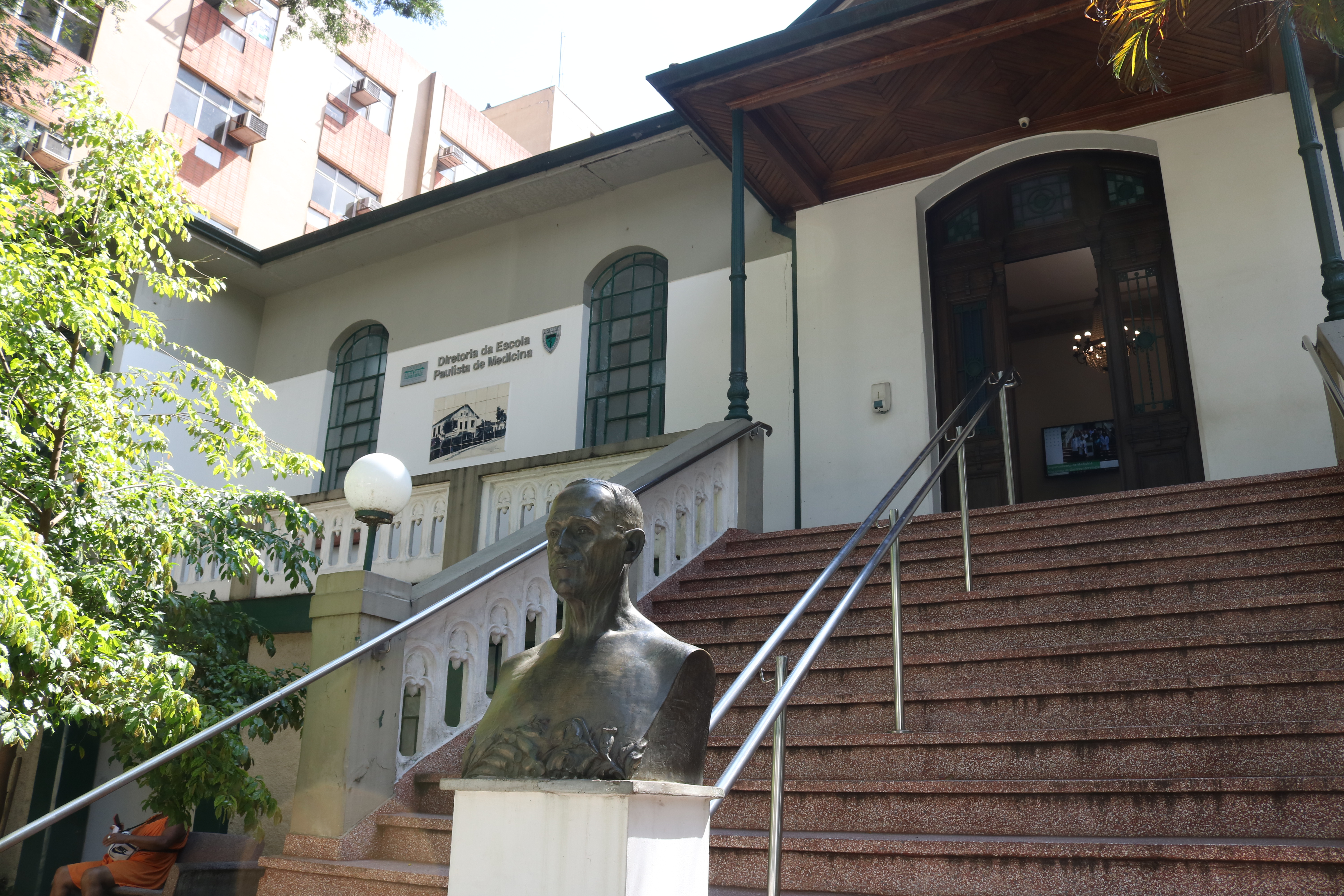
Edifício Leitão da Cunha

## História

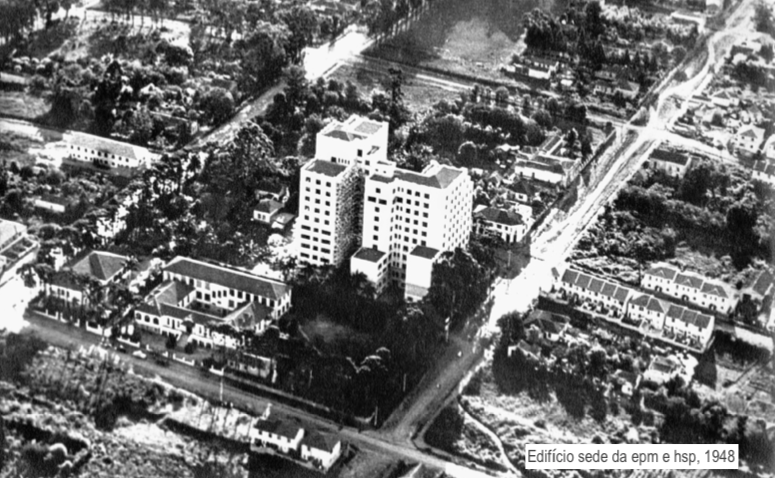
Imagem aérea do Hospital São Paulo em 1948

No início, a Escola Paulista de Medicina se sustentava com os recursos dos seus sócios fundadores, além das mensalidades de seus estudantes, já que ainda não era uma entidade pública. Os médicos fundadores eram de diversas faculdades de medicina do Brasil e do exterior, como da Universidade Federal da Bahia, Universidade Federal do Rio de Janeiro, Universidade de São Paulo, Faculdade de Medicina de Palermo (Itália) e Faculdade de Medicina de Nápoles (Itália). Junto com a fundação da Escola, criaram a Sociedade Cível Escola Paulista de Medicina (atualmente Associação Paulista para o Desenvolvimento de Medicina SPDM), a fim de auxiliar no desenvolvimento de atividades médicas. Necessitando de um hospital próprio para o ensino da medicina, foi lançada em 1936 a pedra fundamental do Hospital São Paulo, o primeiro hospital-escola do Brasil a ser construído com essa finalidade, sendo então inaugurado em 1940. Na cerimônia de lançamento da estaca fundamental, o poeta Guilherme de Almeida recitou "Aí está, germinada e prosperada a semente; aí está, florescido o ideal; aí está, frutificado o empreendimento! Aí está a Escola Paulista de Medicina. A árvore boa, em boa hora, sob um bom signo, numa boa terra e por boas mãos plantada". Em 31 de maio de 1938, ano de formatura da primeira turma da Escola Paulista de Medicina, Getúlio Vargas, presidente do Brasil, sancionou o decreto n. 2.703, reconhecendo a instituição.
Vinte anos após a fundação da Escola, ela começou a passar por uma séria crise financeira. Uma maneira de contornar esse problema foi a federalização da instituição, ocorrida em 21 de janeiro de 1956, pela lei  lei no. 2.712 - de 1956, sancionada pelo então presidente do Brasil Nereu Ramos. Pelo acordo, apenas a Escola Paulista de Medicina iria ser federalizada, sendo que o Hospital São Paulo ainda iria pertencer à Sociedade Cível Escola Paulista de Medicina, tornando se Sociedade Paulista para o Desenvolvimento da Medicina (SPDM) em 1960.

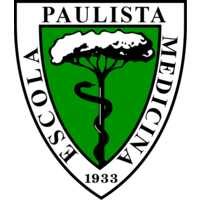
Símbolo da Escola Paulista de Medicina

Tempos depois, em 26 de dezembro de 1994, a Escola Paulista de Medicina foi transformada em Universidade Federal de São Paulo, conforme a lei n. 8.957 de 15 de dezembro de 1994. Participaram do evento diversas autoridades, como o reitor da Universidade de São Paulo, Flavio Fava de Moraes, o reitor da Universidade Federal de São Carlos, Newton Lima Neto e o ministro da educação e desporto Murílio Hingel. A cerimônia ocorreu às 20 horas no Teatro Marcos Lindenberg, segundo andar do edifício dos anfiteatros da Escola Paulista de Medicina.
O símbolo da EPM é composto pelo Jequitibá, árvore nativa da Mata Atlântica que representa o estado de São Paulo, enrolado por uma serpente. O tradicional símbolo da medicina é bastão de Asclépio com uma cobra enrolada, entretanto, na adaptação, a serpente enlaça o tronco do Jequitibá. O uso da árvore representa: a longevidade, já que essa planta pode viver por mais de um século, o crescimento reto e consolidado da instituição, pelo fato do tronco do Jequitibá crescer de forma reta e para o alto, e também o seu local de origem, São Paulo. A cor verde faz referência à cor da medicina, além de estar estampado o ano de fundação da Escola.

## Infraestrutura

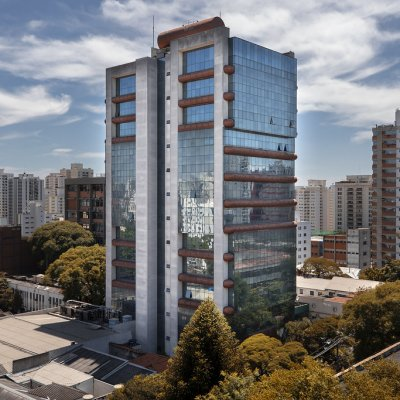
Prédio de pesquisa II (Nestor Schor)

A Escola Paulista de Medicina possui diversas instalações que auxiliam no ensino de seus estudantes. Com mais de 60 cursos de pós-graduação, 33 cursos de mestrados e 31 cursos de doutorados, as atividades do Campus São Paulo/EPM se apresentam em diversos locais no bairro da Vila Clementino. A estrutura física abrange grandes edifícios de pesquisas, como o de Ciências Biomédicas, de Pesquisa I, de Pesquisa II (Prof. Dr. Nestor Schor) e o Instituto Nacional de Farmacologia e Biologia Molecular (Infar). Além disso, há os edifícios destinados às ações didáticas, como o Lemos Torres, Leitão da Cunha, Costabile Galucci e a Biblioteca Central. Os prédios abrigam diversos laboratórios, como de anatomia, histologia, embriologia, técnica operatória, informática e simulação de casos médicos.

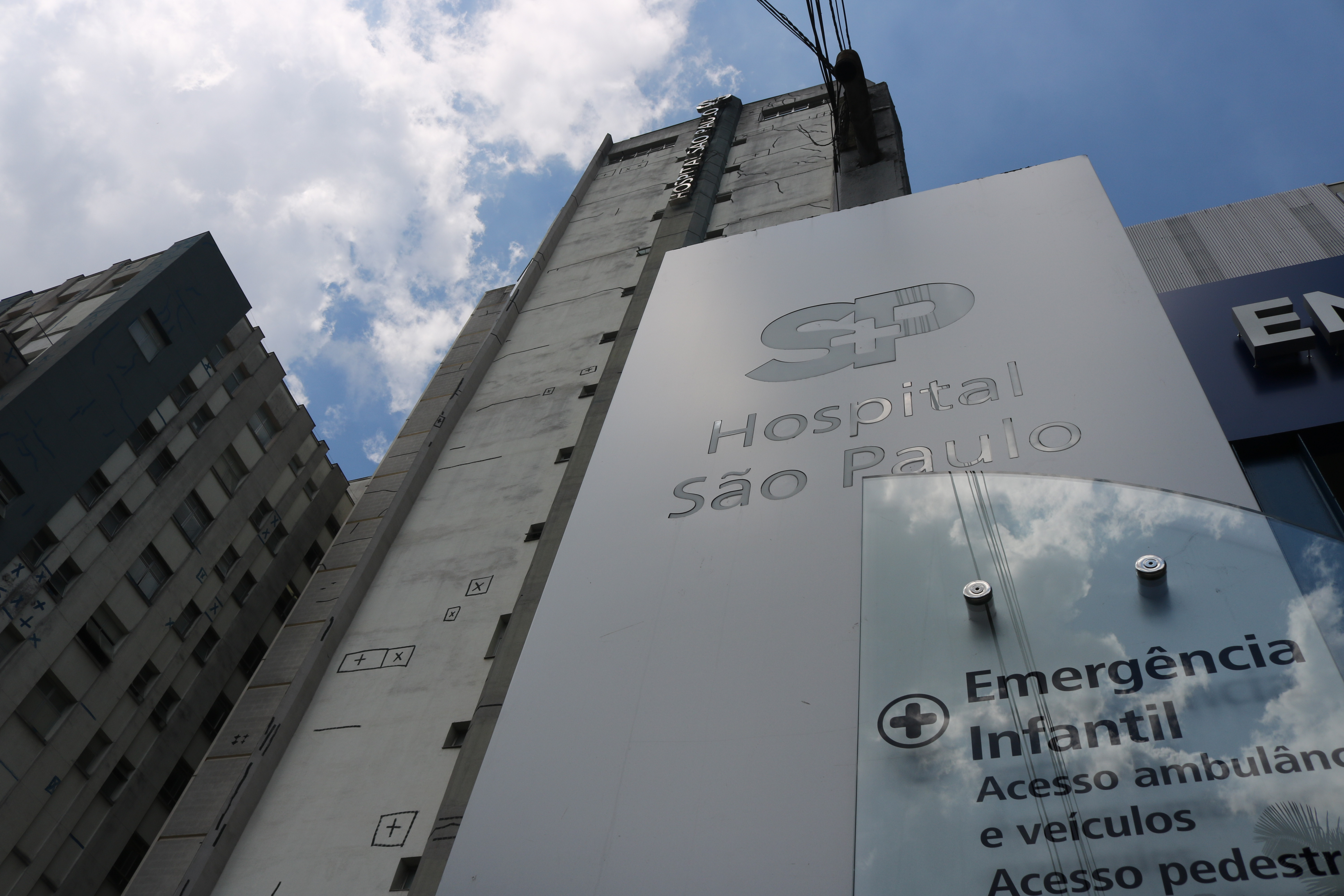
Hospital São Paulo, hospital-escola da Escola Paulista de Medicina

 O curso de Medicina da EPM usa diversos hospitais e UBS para o ensino dos alunos, entretanto, as principais unidades utilizadas são: o Hospital São Paulo (hospital universitário da Unifesp), o Hospital Universitário 2 (HU2), Hospital do Rim e Hipertensão, ambulatórios da Unifesp espalhados pela Vila Clementino, rede assistencial da SPDM (Hospital Estadual de Diadema, Hospital Geral de Pirajussara, Hospital Municipal Vereador José Storopolli, etc), Amparo Maternal, GRAACC, Instituto do Sono e o CAISM (Centro de Atenção Integrada à Saúde Mental).

## Atlética

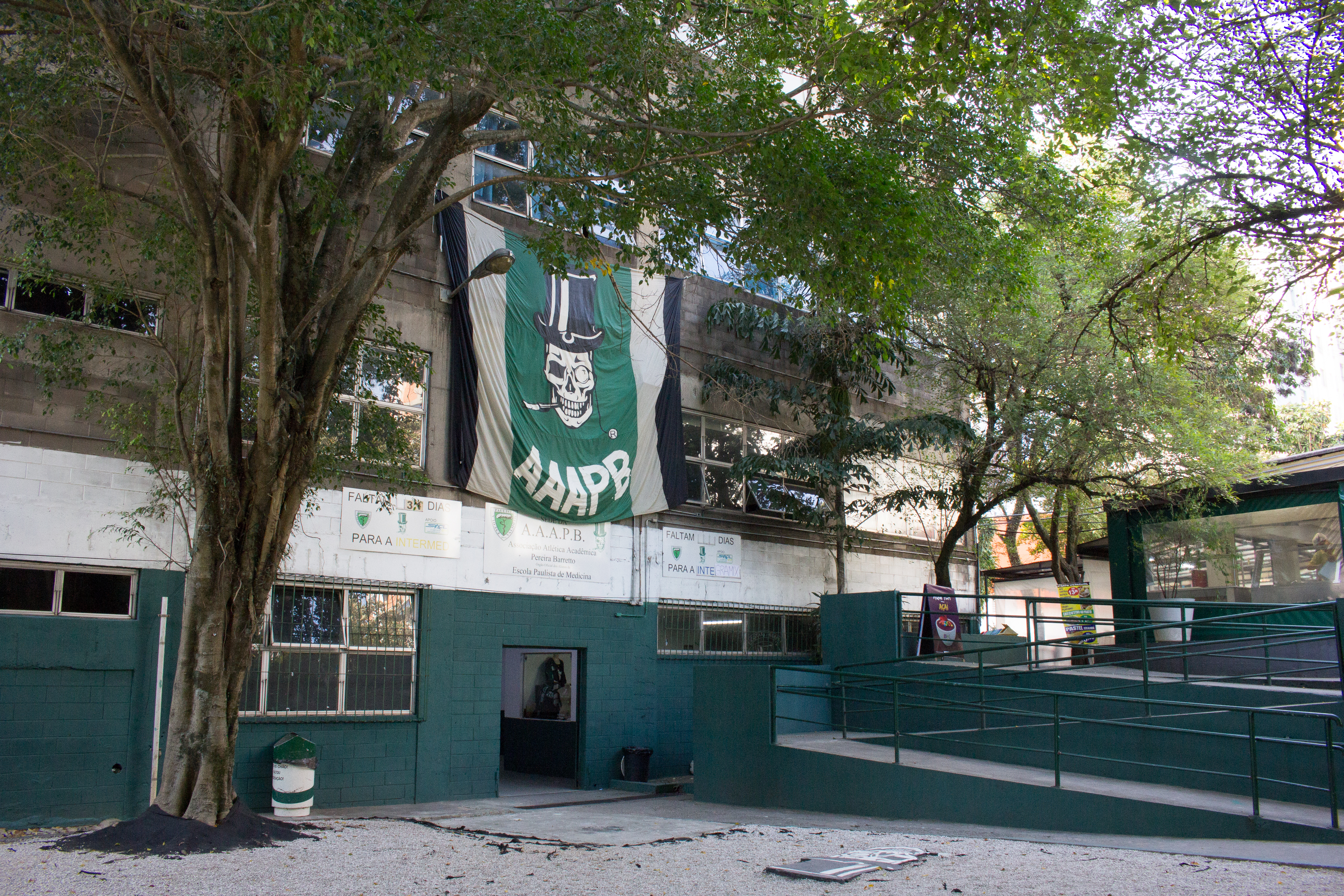
Sede da Associação Atlética Acadêmica Pereira Barretto

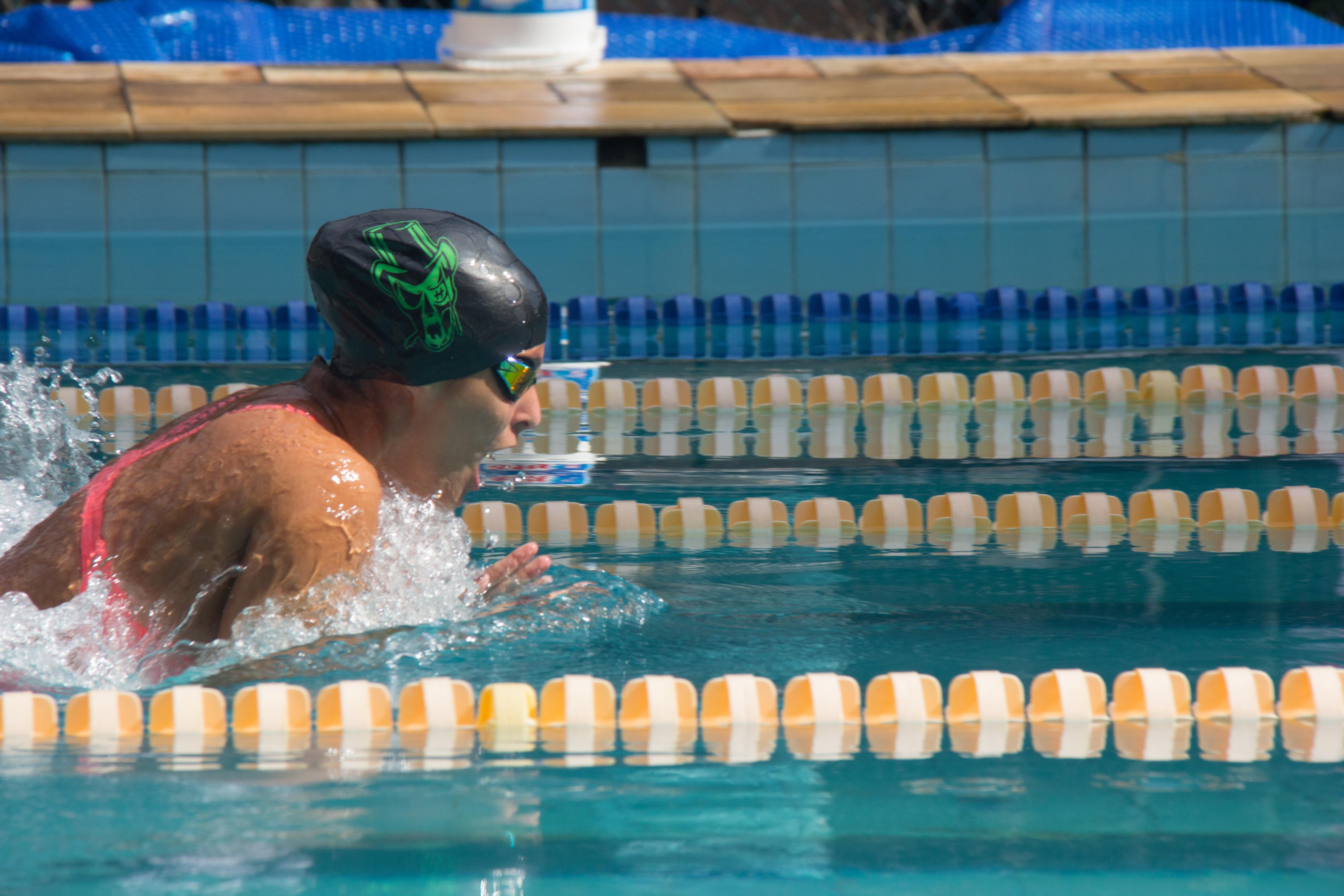
Atleta da Escola Paulista de Medicina em treino de natação na sede da AAAPB

A Associação Atlética Acadêmica Pereira Barretto (AAAPB) é o órgão que representa os estudantes da Escola Paulista de Medicina da Unifesp nas competições esportivas entre diversas faculdades.
Administrada inteiramente pelos alunos há mais de 30 anos, é financeiramente independente e se sustenta através das associações, doações de ex-alunos e de parcerias firmadas com outras entidades, conseguindo manter suas equipes em 23 modalidades esportivas diferentes. A Atlética assumiu um papel central no que se refere a organização de competições e festas, sendo ponto de encontro de ex-alunos, eventos esportivos, como treinos e competições internas e externas.
Sus símbolos incluem o corte de cabelo estilo 'moicano' na recepção a calouros, o cocar utilizado por alunos do último ano do curso e o grito de guerra 'Trá-Cá-Trá'.

### História
O Centro Acadêmico Pereira Barretto (CAPB), órgão representativo dos alunos, foi fundado em agosto de 1933 possuindo vários setores, entre eles o de esportes. Este último teve dificuldades com a falta de infraestrutura esportiva, sendo os treinos ministrados em locais distantes da faculdade. Mesmo assim, surgiram nos primeiros anos grandes destaques esportivos, que conquistaram vários títulos em campeonatos de federações e universitários. Ainda como setor de esportes do CAPB, participou da fundação da FUPE em 1934.
A Associação Atlética, fundada em 1939, derivada do antigo setor de esportes do Centro Acadêmico, cuida da vida esportiva da faculdade, englobando o esporte universitário, o lazer, a integração dos alunos e a promoção de competições. Assim, tem sido sede de eventos sociais como festas, gincanas e campeonatos, além de realizar treinamentos que visam as competições esportivas universitárias.

### Ações Sociais
A AAAPB também atua com projetos de extensão, desenvolvendo diversos projetos sociais e realizando parcerias com outras instituições, como o Grupo de Apoio ao Adolescente e à Criança com Câncer (GRAACC), a Associação de Assistência à Criança Deficiente (AACD), Voluntariado EPM e Projeto Semear EPM.

## Fundo Patrimonial
A Associação Amigos da Escola Paulista é uma organização da sociedade civil, sem fins lucrativos, criada em 2019 por ex-alunos e docentes da Escola Paulista de Medicina com o objetivo de apoiar iniciativas acadêmicas, científicas e institucionais por meio da constituição de um fundo patrimonial (endowment). Inspirada em modelos adotados por universidades internacionais, a Associação visa contribuir para a sustentabilidade de longo prazo da Escola Paulista, promovendo maior autonomia financeira e institucional.
A gestão do fundo é realizada por um Conselho de Administração e uma Diretoria Executiva, com apoio de um Comitê de Investimentos e de um Conselho Fiscal, de forma voluntária. Os recursos captados são investidos de maneira profissional, e os rendimentos são utilizados para apoiar projetos propostos por membros da comunidade da EPM/Unifesp.
Entre 2020 e 2025, a Associação já apoiou diversos projetos, como a implantação de sala de estudo, desenvolvimento de aplicativo de ensino médico, oferta de bolsas de inglês para alunos e construção de simuladores de atividade elétrica. Até 2025, mais de R$ 400 mil foram destinados a iniciativas voltadas ao ensino, assistência estudantil, inovação e fortalecimento institucional.
A Associação mantém um portal com informações públicas sobre governança, prestação de contas e resultados dos projetos apoiados.